# Camillo De Lellis
Pour les articles homonymes, voir De Lellis.
Camillo De Lellis est un mathématicien italien né le 11 juin 1976, actif dans les domaines du calcul des variations, des systèmes hyperboliques de lois de conservation, de la théorie géométrique de la mesure et de la dynamique des fluides.

## Activité scientifique
Camillo De Lellis a reçu son Ph. D. en mathématiques de l'École normale supérieure de Pise à Pise, sous la direction de Luigi Ambrosio en 2002 avec une thèse intitulée On the Jacobian of weakly differentiable maps. Il effectue ses études post-doctorales à l'Institut Max-Planck de mathématique dans les sciences à Leipzig puis en 2003 à l'École polytechnique fédérale de Zurich. Il est actuellement professeur de mathématiques à l'université de Zurich.
De Lellis a apporté un certain nombre de contributions remarquables dans les différents domaines relatifs aux équations aux dérivées partielles. En théorie géométrique de la mesure, il s'est intéressé à l'étude de la régularité et des singularités pour minimiser des hypersurfaces, poursuivant un programme visant à découvrir de nouvelles facettes de la théorie initiée par Almgren dans son Big Regularity Paper,.
Almgren y donne la preuve de son célèbre théorème de régularité (en) qui affirme que l'ensemble singulier d'une surface de dimension  m minimisant la masse est de dimension au plus m − 2. De Lellis a également travaillé sur divers aspects de la théorie des systèmes hyperboliques de lois de conservation, et de la dynamique des fluides incompressibles. En particulier, en collaboration avec László Székelyhidi, il a introduit l'utilisation de méthodes d'intégration convexe et des inclusions différentielles (en) pour analyser la non-unicité des possibilités pour les solutions faibles de l'équation d'Euler.

## Prix et distinctions
Camillo De Lellis a reçu la médaille Stampacchia en 2009, le prix Fermat en 2013 et le prix Caccioppoli en 2014. Il est conférencier invité au Congrès international des mathématiciens en 2010 et a donné une conférence en séance plénière au Congrès européen de mathématiques en 2012. En 2012, il a également reçu une subvention ERC.
En 2015 il est lauréat du prix Amerio. Il est lauréat en 2023 de la Colloquium Lectures (AMS) : Camillo De Lellis : « Flows of nonsmooth vector fields »

## Sélection de publications
- Rectifiable sets, densities and tangent measures. Zurich Lectures in Advanced Mathematics. European Mathematical Society (EMS), Zurich, 2008.  (ISBN 978-3-03719-044-9)
- avec László Székelyhidi : The Euler equations as a differential inclusion. Ann. of Math. (2) 170 (2009), no. 3, 1417–1436.
- avec Székelyhidi : Dissipative continuous Euler flows. Invent. Math. 193 (2013), no. 2, 377–407.